# Diaphorus nanpingensis
Diaphorus nanpingensis är en tvåvingeart som beskrevs av Yang och Saigusa 2001. Diaphorus nanpingensis ingår i släktet Diaphorus och familjen styltflugor.
Artens utbredningsområde är Sichuan (Kina). Inga underarter finns listade i Catalogue of Life.